# سارا ترنر (ژیمناست)
سارا ترنر (ژیمناست) (به انگلیسی: Sarah Turner (gymnast)) ژیمناست زادهٔ ۲۴ اوت ۱۹۸۹ میلادی اهل کشور بریتانیا است.